# Рычково (Александровский район)
Рычково — упразднённая деревня в Александровском районе Владимирской области России.

## География
Урочище находится в северо-западной части области, в зоне хвойно-широколиственных лесов, на правом берегу реки Мошенки (левый приток Нюньги), на расстоянии примерно 6 километров (по прямой) к северу от города Александрова, административного центра района.

### Климат
Климат характеризуется как умеренно континентальный, с умеренно тёплым летом, холодной зимой, короткой весной и облачной, часто дождливой осенью. Среднегодовая температура воздуха — +3,4 °C. Годовое количество атмосферных осадков — 549 миллиметров, из которых большая часть выпадает в тёплый период.

## История
В «Списке населенных мест Владимирской губернии по сведениям 1859 года» населённый пункт упомянут как деревня Рычькова Александровского уезда, расположенная при речке Мошенке, в 8 верстах от уездного города. В деревне насчитывалось 6 дворов и проживал 41 человек (15 мужчин и 26 женщин).
По состоянию на 1905 год, в Рычкове имелось 5 дворов и проживало 38 человек. В административном отношении деревня входила в состав Александровской волости.
По данным 1926 года в деревне имелось 9 хозяйств и проживало 43 человека (27 мужчин и 16 женщин). Являлась частью Зубцовского сельсовета.